# Agelastos petra

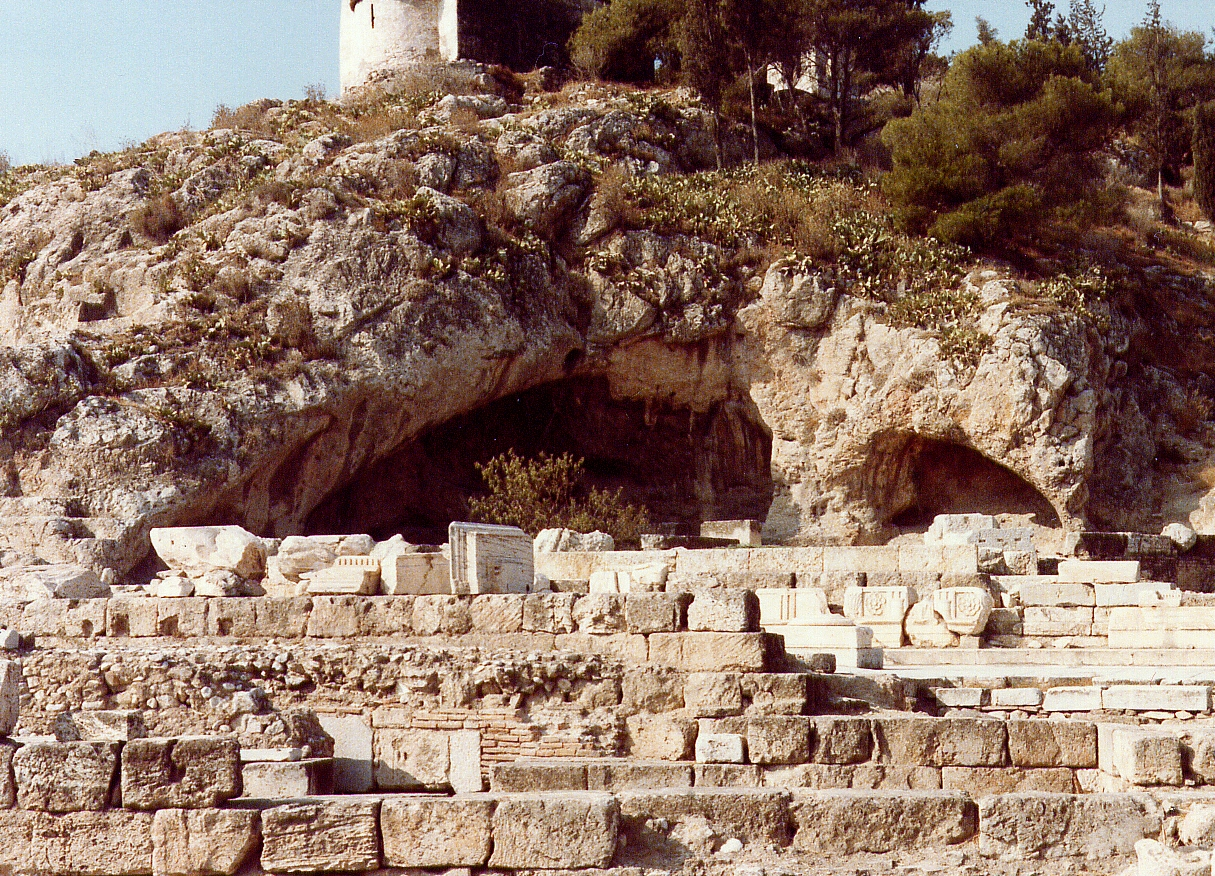
Plutonion in Eleusis mit späteren Vorbauten

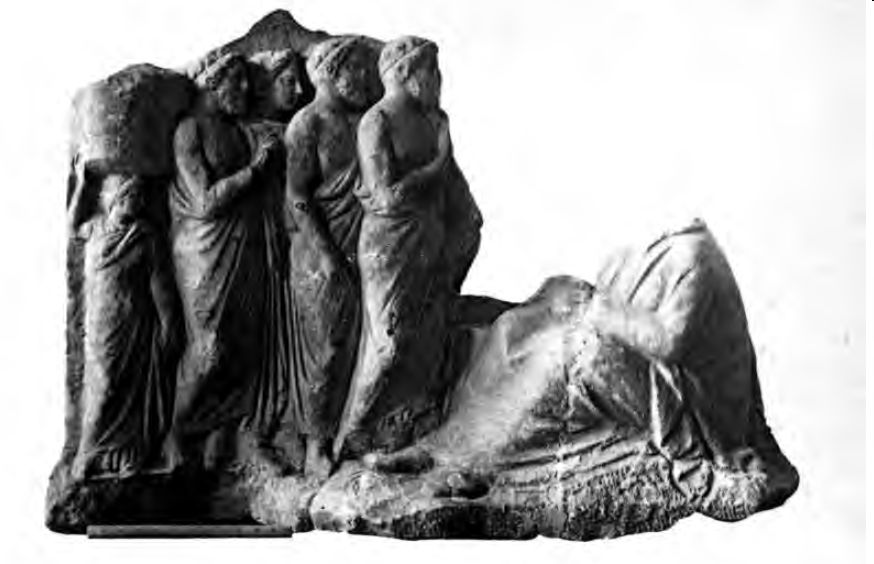
Demeter sitzt auf dem Agelastos petra. (Marmorrelief aus dem Hieron von Eleusis)

Agelastos petra (Ἀγέλαστος πέτρα), der „Stein ohne Lachen“, ist ein Stein oder eine Felsformation bei Eleusis, auf dem die Göttin Demeter von ihrer verzweifelten Suche nach der von Hades, dem Gott der Unterwelt, geraubten Tochter Persephone ausgeruht haben soll.
Otto Rubensohn vertrat die Ansicht, der Agelastos petra wäre kein einzelner Stein, sondern eine Felsformation und gleichzeitig der Eingang zur Unterwelt. Das entspricht den drei auch als Ruheorten genannten Brunnen  bzw. Quellen (Anthion bzw. Parthenion bzw. Kallichoron), da der Eingang, durch den Hades mit der geraubten Persephone in die Unterwelt gelangt, in manchen Versionen vom Raub der Persephone ebenfalls ein Quell oder ein Brunnen ist, z. B. in den Metamorphosen des Ovid die Quelle der Nymphe Kyane. Rubensohn vermutete nun, dass der Agelastos petra mit dem Plutonion von Eleusis identisch sei. Diese These wurde in neuerer Zeit von Kevin Clinton wieder aufgegriffen.
Ein im Hieron von Eleusis gefundenes Fragment eines Reliefs aus pentelischem Marmor deutete Rubensohn als Darstellung der auf dem Agelastos petra lagernden Demeter, vor der eine Gruppe von Adoranten steht, wobei eine ganz links gezeigte Dienerin auf dem Kopf die mystische Ciste trägt.
Der griechische Dokumentarfilm-Regisseur Philippos Koutsaftis wählte „Agelastos petra“ (englischer Titel: „Mourning rock“) als Titel seiner Dokumentation über die immer noch fortschreitende Zerstörung des antiken Eleusis.